# Крашенинников, Иван Павлович
Ива́н Па́влович Крашени́нников (1859, Ардатов, Нижегородская губерния — 1923, Вятская губерния) — российский купец 2-й гильдии, благотворитель, почётный гражданин Ардатова.

## Биография
Родился в 1859 году в городе Ардатове Нижегородской губернии в семье купца; его предки происходили их крестьян села Личадеева Ардатовского уезда. Со временем стал купцом 2-й гильдии — крупнейшим в городе. Также был крупным землевладельцем — по состоянию на 1916 год Крашенинникову принадлежали 337,9 десятин (около 370 гектаров) земли в Ардатовском уезде. Построил два каменных дома в Ардатове: в одном, одноэтажном на углу Ново-Темниковской улицы и Соборной площади (современный адрес — улица Зуева, 19) проживал вместе с семьёй. В другом, двухэтажном доме на Арзамасской улице (улица Ленина, 8) на нижнем этаже размещались лавки Крашенинникова, а на верхнем — городской театр, в котором проходили также встречи членов дворянского собрания.
Крашенинников был известным городским меценатом: он выделял деньги на строительство женской гимназии (ныне — средняя школа № 1), закупки саженцев лип и аттракционов для городского парка, помогал заключённым ардатовской тюрьмы и пациентам городской больницы. В 1880 году стал почётным гражданином Ардатова. С 1911 по 1918 годы был старостой Знаменского собора, для которого на свои деньги построил каменный переход из церковного здания на колокольню.
После Октябрьской революции 1917 года его дом на Арзамасской улице был конфискован, в лавке разместилась торговля Уездного продовольственного комитета, театр на верхнем этаже сохранился. Вместе с семьёй был лишён избирательных прав как «кулак». В 1919 году был арестован Ардатовской ЧК как «буржуазный элемент» и отправлен в ссылку в Вятскую губернию, где скончался в 1923 году.

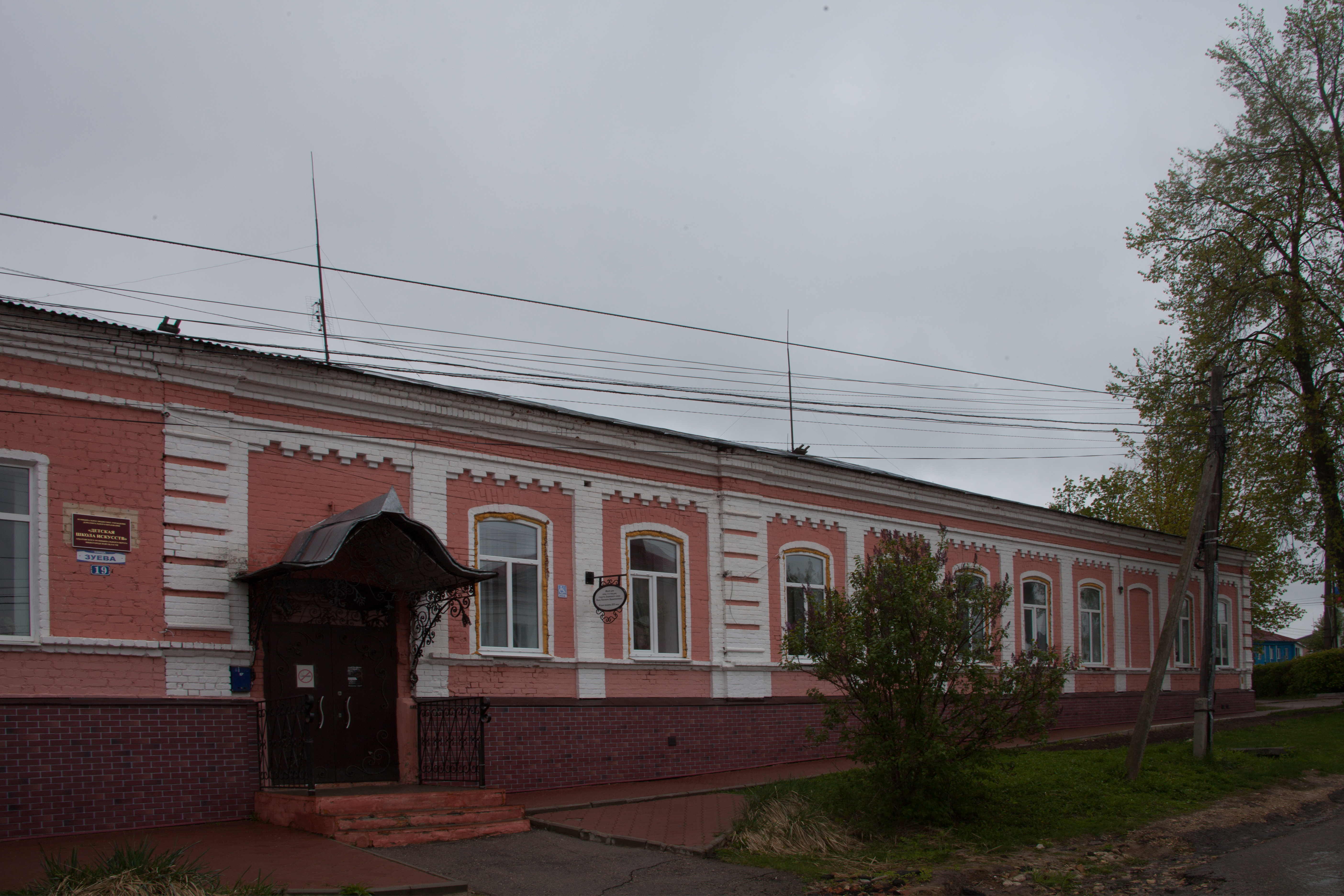
Дом, в котором жил Крашенинников. Фото 2024 года

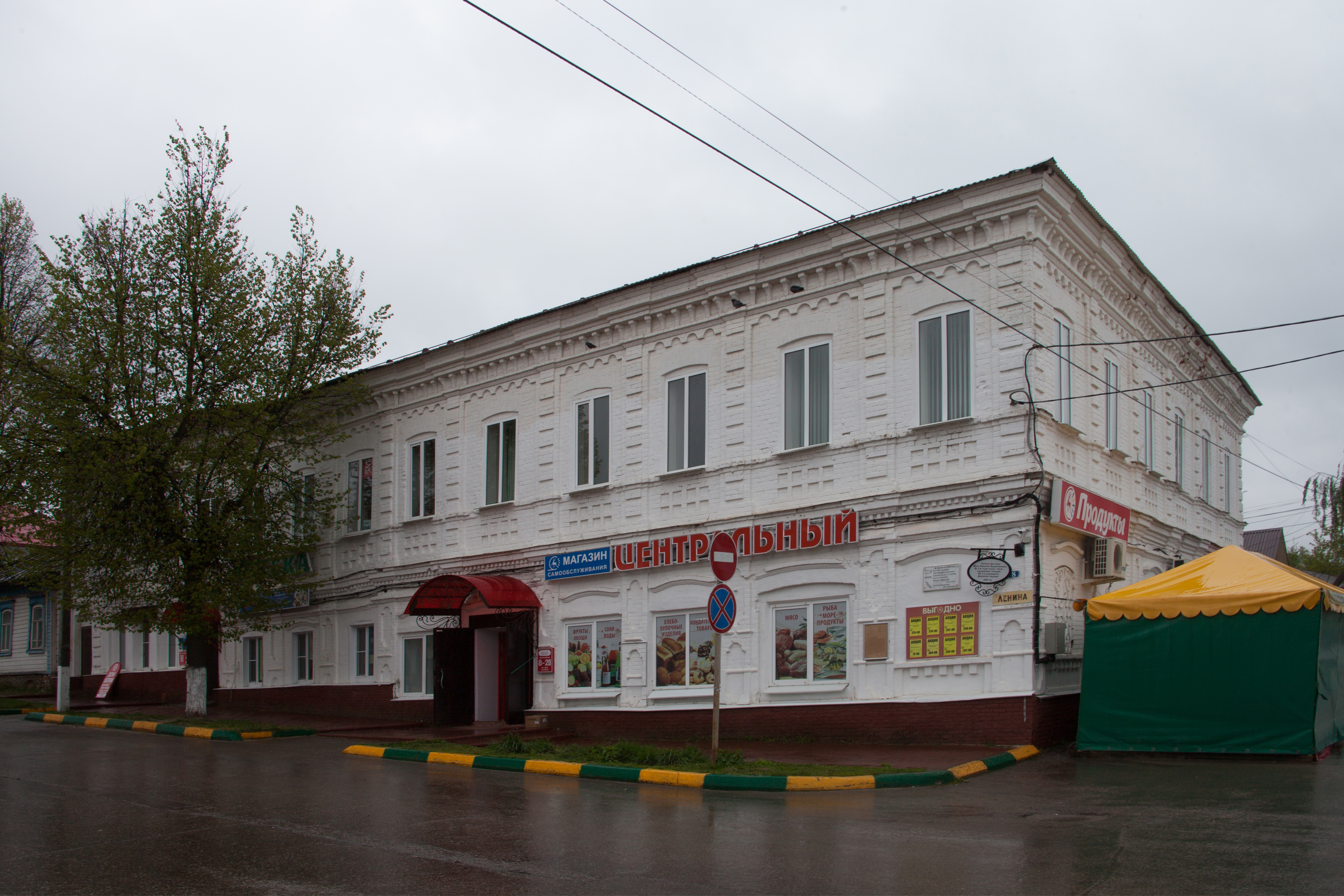
Торговый дом Крашенинникова. Памятник архитектуры регионального значения. Фото 2024 года